# Stretto di Mackinac
Lo stretto di Mackinac (pron. 'mækənɔː) o stretti di Mackinac,  è uno stretta via d'acqua che collega il lago Michigan con il lago Huron. Separa la Penisola inferiore e la Penisola superiore dello stato del Michigan, negli Stati Uniti d'America.
Storicamente la regione attorno agli stretti era chiamata Michilimackinac dagli Odawa, una popolazione di nativi americani. Da qui deriva l'attuale nome dato agli stretti.

## Caratteristiche
Lo stretto ha una larghezza minima di circa 8 km e una profondità di 37 m..
Da un punto di vista idrologico, i due laghi Michigan e Huron possono essere considerati una sola massa d'acqua chiamata lago Michigan-Huron.
Lo stretto è attraversato dal Mackinac Bridge, un ponte sospeso tra i più lunghi del mondo, inaugurato nel 1957, che collega la Penisola superiore con quella inferiore del Michigan. 
Lo stretto di Mackinac è una via d'acqua importante per i trasporti commerciali in quanto collega, per esempio, le miniere di ferro del Minnesota con le acciaierie di Gary nell'Indiana.
Lo stretto è poco profondo e nei mesi invernali la superficie è spesso ghiacciata; la navigazione è però assicurata dalla nave rompighiaccio USCGC Mackinaw della U.S. Coast Guard, che apre un passaggio per le navi in transito.

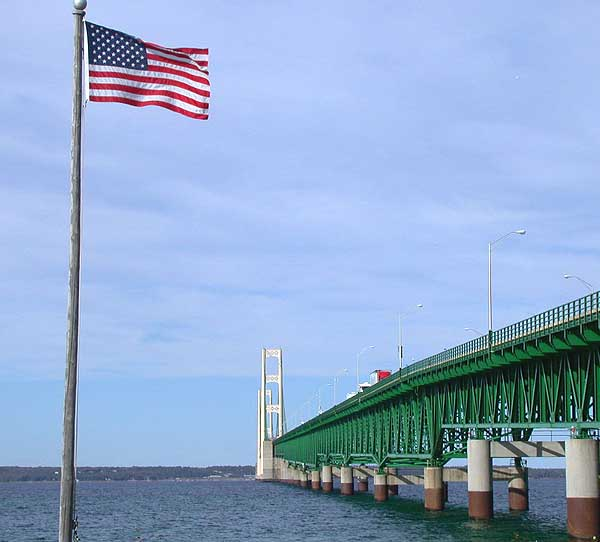
Lo stretto visto dalla sponda sud del Mackinac Bridge.